# Башня Старка
Башня Старка (англ. Stark Tower) — вымышленное высотное здание, небоскрёб из вселенной комиксов издательства Marvel Comics. Расположен в центральной части Манхэттена города Нью-Йорк, США. Назван в честь своего владельца Тони Старка. Башня неофициально известна как «Башня Мстителей», так как она выступает в качестве штаб-квартиры одноимённой команды супергероев. Является центральным сооружением комплекса зданий компании Stark Industries.

## История
Башня Старка была построена как финансовый и бизнес-центр мирового класса, который дополняет деловой район Манхэттена в центре Манхэттена. Здание было завершено как блестящий маяк современной архитектуры после четырех лет раскопок и строительства. Он расположен в окрестностях Манхэттена Колумбус-Серкл примерно в 10 кварталах к северу от Здания Бакстера, штаб-квартиры Фантастической четвёрки.
Первоначально намереваясь использовать верхние три этажа главной башни в качестве своего современного бакалавра, Старк передал их Мстителям, так как после их прежней операций Особняк Мстителей был разрушен. Долгостоящему смотрителю особняка Мстителей Эдвину Джарвису было предложено возобновить свои обязанности в новом месте. Позже, когда Страж стал членом Мстителей, его давно скрытая Сторожевая башня появилась, интегрировавшись на Главную Башню, полностью интегрированную в существующую архитектуру здания. Как штаб-квартира Sentry, так и частные резиденции Роберта Рейнольдса и его жены Линди, 20-этажная сторожевая башня эксплуатируется и поддерживается CLOC (Centroally Organic Computer) — почти разумным компьютером собственного дизайна Sentry. Нижние уровни Главной Башни, наряду с Южными и Северными Зданиями, в основном заняты дочерними компаниями Старка и некоммерческими организациями.
После принятия Акта о регистрации, Железный человек был привлечен к руководству целевой группой, которой поручено исполнять Закон. Впоследствии Башня Старка стала базой операций целевой группы. Противоречие вокруг Акта о Регистрации сломало команду Мстителей, оставив Тони Старка сформировать новую команду — Могучих Мстителей, которые продолжают занимать более высокие уровни Главной Башни. Когда Башня стала штаб-квартирой целевой группы Акта о регистрации, она была назначена правительством отрядом охранников Кейп-Киллер с позывным «Force Unit 9».
Во время событий Мировой войны Халка, жестокая битва между Халком и Железным Человеком почти вызвала разрушение Башни Старка и она была на грани уничтожения. Башня была перестроена Старком под его Организацию Щ. И.Т., что делает его владельцем Щ. И.Т.
Башня Старка становится местом для многоэтнического конфликта между людьми и убийственными Скруллами, охотящейся за ними на спорт. Во время «Секретного вторжения» многие неработающие граждане Нью-Йорка, включая репортера The Daily Bugle Бена Уриха, находятся в здании. К сожалению, это стало охотничьим угодьем для Скруллов. Ему показывают убийство большинства членов дизайнерской фирмы, которые арендовали помещение в здании. Бен Урих восстанавливает контроль над ставнями безопасности, а Скрулл обманывается, выкидываясь из большого окна. Он умирает от удара.
Когда Норман Озборн взял на себя Щ. И.Т и переименовал его в М. О.Л. О.Т., он также владел башней. После того, как Озборн был снят с власти после осады Асгарда, башня возвращается Старку. После смерти Стражей его сторожевая башня исчезла с крыши, где ее заменила обсерватория Хеймдалля как знак солидарности между Землей и Асгардом.
Во время событий сюжета Fear Itself Существо завладел Мьёльниром. Это превратило его в существо с Асгардианской силой, называемой Ангиром: Разрушитель Душ. Красный Халк начал сражаться с ним, чтобы защитить невинных, но был отброшен Существом. Красный Халк выжил, хотя и, чтобы попытаться исправить это, Существо бросил свой молот через Башню Мстителей, спустив ее на Красного Халка.
Новая Башня Старка была позже построена на месте оригинала. Эта структура также выступала в качестве штаб-квартиры Мстителей.
Когда Мстители оказались под властью Щ. И.Т.а, Щ. И.Т. взял на себя Башню Старка и сделал её своей станцией Голгофа.
Во время сюжета Secret Wars Башня Старка разрушается детьми завтрашнего дня во время вторжения между Землей-616 и Землей-1610.
После восьмимесячного расписания Тони, который в то время испытывал финансовые трудности, вынужден продать восстановленную башню китайской компании Qeng Enterprises. Тони и остальные Мстители переезжают в другую Башню Старка, которая была построена около Тайм-Сквер.

## Другие версии

### Marvel Adventures
Башня Старка служит базой Мстителей в Marvel Adventure. Супергерои, которые живут в нем — Капитан Америка, Железный человек, Халк, Человек-паук, Гигантская девушка, Росомаха и Шторм.

### Ultimate Marvel
В Ultimate Marvel Башня Старка — резиденция Тони Старка, Тора и Джейн Фостер.

## Вне комиксов

### Кинематографическая вселенная Marvel

#### Кино
- Башня появляется в фильме «Мстители». Новая башня питается от независимого дугового ядерного реактора, способного обеспечить башню энергией на целый год без всяких издержек для города[14]. Именно поэтому Локи выбирает башню, как место для использования Тессаракта, чтобы открыть портал для инопланетного вторжения. После битвы между силами Локи и Мстителями разрушаются верхние уровни башни, остаётся единственная буква А от надписи «STARK» — первая буква слова «Avengers» (в этом своеобразный символизм).

Художник-постановщик Джеймс Чинланд, трудившийся над внешним видом здания, рассказал о деталях придуманного им концепта: «Башня Старка стала окончательным представлением той идеи, где Тони Старк приобрёл знаменитое здание Метлайф Билдинг (бывшее здание Пан Ам), убрал крышу и добавил наверх собственные излишние архитектурные детали. Пик высокомерия и сама суть Старка». Выбирая МетЛайф, Чинланд принимал во внимание удачный вид, открывающийся с крыши здания — путепровод над 42-й улицей и тоннели за Центральным вокзалом, а также сам вокзал.
- Восстановленный дизайн Башни Старка, теперь известной как Башня Мстителей, впервые появляется в фильме Первый мститель: Другая война. Эта Башня очень похожа на ту, что была видна в фильме «Мстители», но имеет несколько изменений, в том числе ангар самолета, а знак STARK заменяется логотипом Avengers «A».[16]
- Башня Мстителей появляется во втором сезоне сериала Агенты Щ.И.Т. Мария Хилл находилась в Башне, когда Фил Колсон передал ей координаты местонахождения Скипетра Локи.
- Башня Мстителей появляется в фильме Мстители: Эра Альтрона.[17] В фильме Башня является главным штабом Мстителей и имеет лаундж-зону, три лаборатории, машинное отделение, тренажерный зал, зону отдыха и раздевалку.[18]
- Башня Мстителей появляется в фильме Доктор Стрэндж.
- Башня Мстителей появляется в фильме Человек-паук: Возвращение домой, где выясняется, что Тони Старк планирует продать её, чтобы завершить движение Мстителей в их новую штаб-квартиру в штате Нью-Йорк.
- Башня Мстителей должна была появиться в фильме Мстители: Война бесконечности, но сцены с башней Мстителей была вырезаны.
- Башня Старка из альтернативной версии появляется в фильме Мстители: Финал, где Мстители вернулись в прошлое, чтобы похитить Тессеракт и посох Локи.
- Бывшая башня Мстителей появляется в фильме Человек-паук: Вдали от дома.

#### Телевидение
- Башня Мстителей появляется в телесериале «Агенты Щ. И.Т.» в первой серии 1-го сезона, а также в девятнадцатой серии 2-го.
- Башня Мстителей также появляется в рекламных моушен-постерах и промо для телесериалов на Netflix: Сорвиголова, Джессика Джонс и Железный кулак. Однако во всех трех шоу вместо этого появляется Метлайф-Билдинг, которое существует на самом деле[19]. В одном из интервью, исполнительный вице-президент Marvel Television Джеф Лоуб объяснил, почему башня Мстителей ни разу не появлялась непосредственно в самих телесериалах КВМ:
- «Во многих случаях меньше конкретики позволяет создать у зрителя впечатление, что показанное на экране может происходить на любой из улиц. С места, на котором я сейчас сижу, можно увидеть Эмпайр-стейт-билдинг, но, если мы передвинемся на 30 кварталов дальше, я больше не увижу здание. Но это не значит, что Эмпайр-стейт-билдинг не существует, это значит, что мы просто не видим его с конкретной точки».[20]

### Телевидение
- Башня появляется в мультсериале Мстители. Величайшие герои Земли, хотя видна только в нескольких эпизодах, так как команда базируется в Особняке Мстителей. Она была заметно показана в эпизоде «Передовые идеи механики», когда Высший Учёный А. И.М. совершает налет на здание и развязывает Техновойну, чтобы нацелиться на Тони Старка.
- В мультсериале Мстители, общий сбор! Башня Мстителей — новая штаб-квартира для героев, которые тренируются и живут после разрушения Особняка Мстителей в премьерной серии. Она смоделирована после её появления в фильме «Мстители» в 2012 году.[21] В эпизоде Роспуск мстителей, Альтрон берет на себя систему Башни Мстителей, контролируя брони Железного человека. Прежде чем Альтрон может отправить спутники Старка, грохотавшие в каждом крупном городе, Железный человек взрывает реактор дуги, в результате чего части Башни Мстителей взрываются, чтобы удержать Альтрона от спутников Старка.

### Видеоигры
- Старк-тауэр появляется как база и уровень в игре Marvel: Ultimate Alliance. После нападения Доктора Дума на Геликарриер, Тони Старк предлагает свою собственность в качестве временной базы. Герои используют здание как штаб вплоть до миссии в Аллее Духов, после чего они переезжают в Святую Святых Доктора Стрэнджа, чтобы справиться с доступом Мастеров Зла к магическим знаниям Барона Мордо и Локи. Позже, к концу игры, герои возвращаются в деформированную Думом версию башни Старка (под названием «Думстарк»), где игрок должен помочь Нику Фьюри в борьбе с ордами Железных людей, присланых Думом, и подготовиться к предстоящей битве в замке Дума в Латверии. В внутриигровом видео Старк заявляет, что в этой башне есть 40 этажей. Кроме того, лабораторный комплекс башни становится доступным после прохождения миссии «База Омега» (англ. Omega Base).
- В игре Lego Marvel Super Heroes Башня Старка присутствует на одном из сюжетных уровней, а также в свободной игре в ЛЕГО-версии Нью-Йорка.
- В игре Spider-man 2018 будет присутствовать в открытом городе.
- В игре Marvel vs Capcom: infinite.